# Steenbecque
Steenbecque är en kommun i departementet Nord i regionen Hauts-de-France i norra Frankrike. Kommunen ligger i kantonen Hazebrouck-Sud som tillhör arrondissementet Dunkerque. År 2022 hade Steenbecque 1 626 invånare.

## Befolkningsutveckling
Antalet invånare i kommunen Steenbecque
| Referens: INSEE |